# Мосолов, Александр Николаевич
Алекса́ндр Никола́евич Мосоло́в (1844—1904) — русский военный, общественный и государственный деятель; вологодский и новгородский губернатор, директор Департамента духовных дел и иностранных вероисповеданий. Тайный советник, камергер.

## Биография
Родился 7 (19) марта 1844 года в Буйском заводе Уржумского уезда Вятской губернии. Отец, майор Николай Иванович Мосолов (1804—1861), был начальником дружины государственного подвижного ополчения Вятской губернии; владелец Шурминско-Залазнинских заводов, основатель Нижнезалазнинского (1842) и Белорецкого (1856) заводов. Мать, Антонина Митрофановна, родом из Санкт Петербурга, дочь лейб-хирурга (с 1826) Митрофана Никитича Еллинского (1772—1830). Имел братьев и сестёр: Иван (1839—?); Николай (10.05.1840—25.01.1888), генерал-майор Генерального штаба; Михаил (1854—?), капитан; Олимпиада (?—?), жена вятского вице-губернатора Ф. Н. Домелунксена; Любовь (1847—?); Антонина, в замужестве Прозорова (1849—?); . Анна, в замужестве Шпилевская  (1851—?).
В июне 1861 года окончил Школу гвардейских подпрапорщиков и кавалерийских юнкеров, откуда был в выпущен подпоручиком в лейб-гвардии Стрелковый Императорской Фамилии батальон. В том же году был прикомандирован к Николаевской инженерной академии, однако 19 июня 1862 года по болезни уволен со службы.
С 9 мая 1863 года был определён на службу и причислен к Управлению военных, городничих и минского генерального губернатора, с 15 октября 1863 года — коллежский секретарь, с 17 апреля 1864 года, за отличие — титулярный советник, с 20 мая 1866 года — коллежский асессор, с 20 мая 1869 года — надворный советник, с 20 мая 1873 года — коллежский советник; 1 января 1874 года за отличие был произведён в статские советники. Также, с 1867 года находился в звании камер-юнкера, с 1878 — в звании камергера.
С 22 октября 1874 года временно служил в Департаменте духовных дел и иностранных вероисповеданий; 1 января 1877 года произведён в действительные статские советники.
С мая 1880 года находился в Вене по служебным делам; в 1881 году направлен в Ватикан для переговоров с римским папой.
В 1881—1882 годах вологодский губернатор. В 1883—1894 годах —новгородский губернатор. С апреля 1894 по май 1904 вновь занимал должность директора Департамента духовных дел и иностранных вероисповеданий.
Имел в собственности семь горножелезных заводов со 113 тысячами десятин земли при них, а также имения в 515 десятин земли и каменные доме в Уржуме и Казани.
Помимо службы занимался публицистикой, был автором драматических произведений и одним из основателей газеты «Рижский вестник».
В 1886 году был произведен в тайные советники; 6 мая 1904 года назначен членом Государственного совета, но через два дня, 8 (21) мая 1904 года, скончался в Санкт-Петербурге. Был похоронен в Александро-Невской лавре, в Фёдоровской церкви.

## Награды
- орден Св. Анны 3-й ст. (1883)
- орден Св. Станислава 2-й ст. с императорской короной (1871)
- орден Св. Станислава 1-й ст. (1880)
- орден Св. Анны 1-й ст. (1883)
- орден Св. Владимира 2-й ст. (1889)
- Ордена Белого орла

- орден Пия IX, командорский крест (1883)